# Alan J. P. Taylor
Alan John Percivale Taylor, FBA (* 25. März 1906 in Birkdale, Southport; † 7. September 1990 in London) war ein britischer Historiker.

## Leben
Taylor stammte aus einer wohlhabenden, politisch linksgerichteten Familie. Seine Mutter war in den 1920er Jahren in der Kommunistischen Internationale (und außerdem eine Feministin (Suffragette) und Anhängerin freier Liebe, einer ihrer Liebhaber war der Kommunist Henry Sara, der auch Taylor als Vaterfigur beeinflusste) und ein Onkel war sogar Gründungsmitglied der Kommunistischen Partei Großbritanniens (KP) in Großbritannien. Im Ersten Weltkrieg waren sie Pazifisten und schickten ihren Sohn auf eine Quäker-Schule aus Protest gegen den Krieg. Ein Mitschüler an der Bootham School in York erinnerte sich an ihn als höchst fesselnde, stimulierende Persönlichkeit, mit engagierter anti-bürgerlicher und anti-christlicher Einstellung. Ab 1924 studierte Taylor Neuere Geschichte am Oriel College in Oxford. Von 1924 bis 1926 war er, beeinflusst von dem Militärhistoriker Tom Wintringham, Mitglied der KP (und besuchte 1925 und 1934 die Sowjetunion), trat aber nach dem Generalstreik 1926 wieder aus, da er mit der Rolle der KP im Streik unzufrieden war. Er war danach ein eifriger Anhänger der Labour Party.
Nach dem Abschluss in Oxford 1927 war er kurze Zeit Angestellter im juristischen Bereich und ging dann nach Wien, um für eine geplante Doktorarbeit den Einfluss der Chartisten auf die Revolution von 1848 zu untersuchen. Er wechselte dann aber zu einer Dissertation über die Entstehung des italienischen Nationalstaats, was zu seinem ersten Buch 1934 führte.
1930 bis 1938 lehrte er Geschichte an der University of Manchester und 1938 bis 1976 war er Fellow des Oriel College in Oxford und lehrte dort als Lecturer bis 1963 neuere Geschichte. Seine Vorlesungen waren allgemein sehr gut besucht. Im Rahmen der Kontroverse um sein Buch The origins of the second world war wurde seine Dozentur in Oxford nicht verlängert und er lehrte am Institute of Historical Research des University College London und am Polytechnic of North London. 1984 wurde er beim Überqueren einer Straße in London von einem Auto angefahren und so schwer verletzt, dass er seine Lehrtätigkeit aufgeben musste.

## Ehrungen und Mitgliedschaften
1956 wurde er in die British Academy und 1985 in die American Academy of Arts and Sciences aufgenommen.

## Privates
Taylor war dreimal verheiratet, hatte sechs Kinder und ein unbürgerliches Beziehungsleben. Von 1931 bis zur Scheidung 1951 war er mit Margaret Adams verheiratet und von 1951 bis zur Scheidung 1974 mit Eve Crosland. In dritter Ehe heiratete er 1978 die ungarische Historikerin Eva Haraszti (1923–2005), die zur britisch-ungarischen Geschichte forschte. Als Taylor an der Parkinson-Krankheit erkrankte, pflegte sie ihn. Haraszti schrieb biografische Essays über Taylor und veröffentlichte ihre Tagebücher. Taylor wurde nach seinem Tod im Golders Green Crematorium in London eingeäschert, wo sich auch seine Asche befindet.

## Werk
Seine Themenschwerpunkte waren die britische und internationale Geschichte des 19. und 20. Jahrhunderts. Zahlreiche Bücher wurden große Erfolge bei einem breiten Publikum und sind vielfach immer noch im Druck. Taylor bezog oftmals kontroverse Positionen und generierte zudem ungewöhnlich hohe Einkünfte durch Veröffentlichungen in landesweiten Tageszeitungen und Fernsehauftritte, womit er zugleich einen außerordentlich hohen Bekanntheitsgrad in der britischen Öffentlichkeit erreichte. Legendär wurde er auch durch seine durchweg ohne Manuskript gehaltenen Vorträge.
Sein akademischer Lehrer Alfred Francis Přibram führte ihn an die Geschichte Österreichs und Südosteuropas heran, was sich in mehreren Publikationen niederschlug. Sein 1945 erstmals erschienenes Buch „The Course of German History“ stellte den Versuch dar, das Aufkommen des Nationalsozialismus durch gesellschaftliche und geistige Fehlleistungen innerhalb der deutschen Geschichte zu erklären. Taylor sah das Dritte Reich als genuin deutsche Erscheinung an und positionierte sich damit als einer der ersten Vertreter der These des deutschen Sonderwegs in der europäischen Geschichte. Die deutsche Geschichte sei im Vergleich extrem, radikal und unnormal verlaufen. Den Pangermanismus der Wilhelminer deutete er dabei als aggressiven Beginn, der quasi direkt den Nationalsozialismus nach sich zog. Da das Buch in Großbritannien und den USA ein Verkaufserfolg wurde, konnte es aufgrund der damaligen Brisanz seiner Thesen auch in der internationalen und innerdeutschen Diskussion nicht ignoriert werden und erlangte dadurch internationale Bekanntheit.
Kontrovers diskutiert wurde seine These aus „Origins of the Second World War“, dass keineswegs eine kleine Clique um Hitler den Zweiten Weltkrieg ausgelöst habe. Diese Behauptung („Nuremberg thesis“) sei in die Welt gesetzt worden, um das deutsche Volk zu entschuldigen und die junge Bundesrepublik im Kalten Krieg einsetzen zu können. Tatsächlich sei Hitlers Außenpolitik in der Linie der Weimarer Republik und des Kaiserreiches zu sehen, also „normale deutsche“ Außenpolitik. Stärker noch: Hitler sei auch ein normaler westlicher Politiker wie Chamberlain oder Daladier gewesen, der sein Land stark habe machen wollen. Taylors Buch entfesselte eine heftige Kontroverse. Zu seinen größten Kritikern zählten Hugh Trevor-Roper (insbesondere um die Interpretation der Hoßbach-Niederschrift) und A. L. Rowse (der davor mit Taylor befreundet war).
Aus Taylors Feder stammen auch das vielfach als Nachschlagewerk genutzte The Struggle for Mastery in Europe 1848–1918 (1954) sowie der Band XV der Oxford History of England (1965), der die Zeit von 1914 bis 1945 behandelt.

## Schriften
- The Italian Problem in European Diplomacy, 1847–1849 (= Publications of the University of Manchester. Historical Series. 67, ZDB-ID 434536-8 = Publications of the University of Manchester. 232). Manchester University Press, Manchester 1934.
- Germany’s First Bid for Colonies 1884–1885 A Move in Bismarck’s European Policy. Macmillan, London 1938.
- The Habsburg Monarchy 1809–1918. A History of the Austrian Empire and Austria-Hungary. Macmillan, London 1941.
- The Course of German history. A Survey of the Development of Germany since 1815. Hamilton, London 1945.
- The Struggle for Mastery in Europe. 1848–1918. Clarendon Press, Oxford 1954.
- Bismarck. The Man and the Statesman. Hamilton, London 1955, (In deutscher Sprache: Bismarck. Mensch und Staatsmann. Aus dem Englischen von Hans Jürgen Wille und Barbara Klau. Piper, München 1962).
- The Trouble Makers. Dissent over Foreign Policy, 1792–1939 (= The Ford Lectures delivered in the University of Oxford. 1956, ZDB-ID 420177-2). Hamilton, London 1957.
- The Origins of the Second World War. Hamilton, London 1961 (In deutscher Sprache: Die Ursprünge des Zweiten Weltkriegs. (Deutsch von Dieter Werner). Mohn, Gütersloh 1962).
- English History. 1914–1945 (= The Oxford History of England. Bd. 15). Clarendon Press u. a., Oxford u. a. 1965.
- Beaverbrook. Hamilton, London 1972, ISBN 0-241-02170-7.
- A Personal History. Hamilton, London 1983, ISBN 0-241-10972-8 (Autobiographie).
- From the Boer War to the Cold War. Essays on Twentieth-Century Europe. Allen Lane, London 1995, ISBN 0-713-99121-6
- Struggles for Supremacy. Diplomatic Essays. Edited and introduced by Chris Wrigley. Ashgate, Aldershot u. a. 2000, ISBN 1-8401-4661-3 (Enthält 67 Aufsätze und Rezensionen sowie eine Kurzbiographie über Taylors Schaffen).